# Signální vlajky na automobilových soutěžích

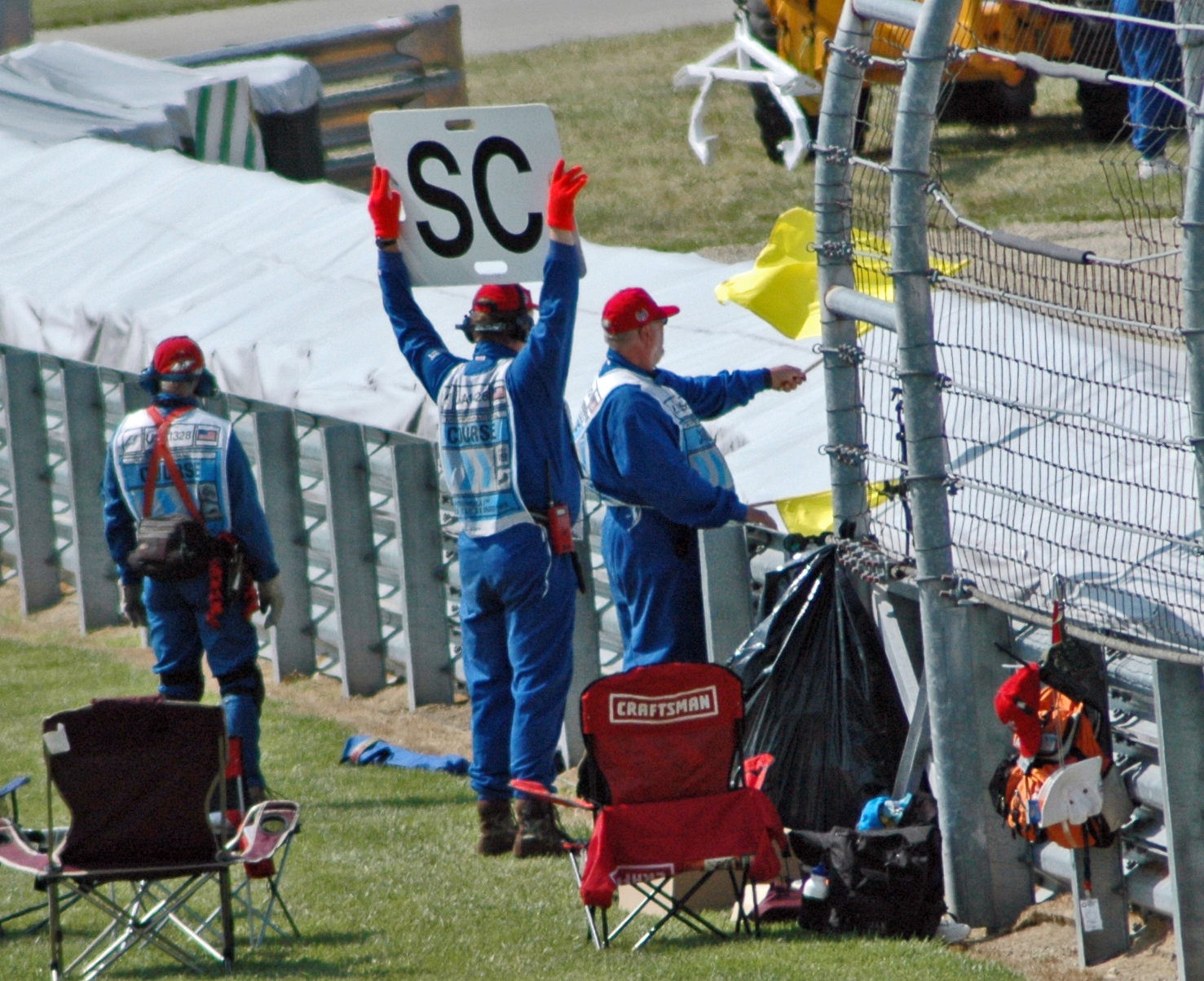
Žluté vlajky s cedulí SC signalizují v závodě formule 1 safety car na trati

Na mnoha motoristických soutěžích se ke sdělení důležitých informací jezdcům používají signální vlajky. Používají se většinou jen na okruzích, od motokár přes formuli 1 po NASCAR. Význam vlajek se může v různých druzích závodů drobně lišit.

## Vlajky pro všechny jezdce

### Žlutá vlajka

Pozor

Signalizuje nebezpečí na trati, mává se s ní na stanovišti před nebezpečím. Zakazuje předjíždění a jezdci by měli zpomalit.
Používá se také při zahřívacím kole, kde se jí mává na všech stanovištích podél trati. Pokud ve formuli 1 je na trať vyslán safety car, je na všech stanovištích signalizováno žlutou vlajkou s cedulí s písmeny SC.

### Zelená vlajka

Trať volná

Mává se s ní na stanovišti, od kterého již nebezpečí nehrozí, ruší důsledky žluté vlajky, která však musí být vyvěšena dříve než zelená. Používá se také na startu k signalizaci do depa, že mohou být jezdci vpuštěni na trať.

### Žlutá vlajka se svislými červenými pruhy

Zhoršený stav trati

Vyvěšuje se na stanovišti, po kterém následuje někde na trati zhoršená přilnavost (olej, kaluže, …). Pokud začíná pršet, vyvěšuje se tato vlajka a traťový komisař ukazuje prstem na oblohu.

### Červená vlajka

Zastavení závodu

Vyvěšuje ji ředitel závodu a poté traťoví komisaři, znamená zastavení závodu. Jezdci musí okamžitě přestat závodit a musí se připravit na zastavení.

### Bílá vlajka

Na trati je pomalejší vozidlo

Mává se s ní na tom stanovišti, ke kterému přísluší ta část trati, na které se nachází mnohem pomalejší vozidlo (např. sanitka). V praxi se často nahrazuje žlutou vlajkou.
V NASCAR bílá vlajka signalizuje nájezd do posledního kola.

### Zelená vlajka se žlutou krokví (V)

Chybný start

Signalizuje chybný start, používá se pouze pokud nefunguje světelná signalizace.

### Černo-bílá šachovnicová vlajka

Konec závodu

Konec závodu, mává se s ní pouze v prostoru cíle.

## Vlajky pro signalizaci konkrétním jezdcům

### Modrá vlajka

Nechte předjet rychlejšího jezdce

Mává se s ní na jezdce, který se má nechat předjet (např. na posledního, když ho chce o kolo předjet první), aby nezdržoval vedoucí skupinu. V některých soutěžích je pouze modrá, v jiných má navíc žlutý úhlopříčný pruh.

### Černá vlajka

Diskvalifikace

Vyloučení jezdce ze závodu, nelze se proti ní odvolat, používají pouze sportovní komisaři. Musí být doplněna tabulkou s číslem jezdce.
V NASCAR černá vlajka neznamená při prvním vyvěšení pro určitého jezdce diskvalifikaci. Znamená to, že jezdec musí do 5 kol zajet na pit-lane, aby si vysloužil penalizaci za např. rychlou jízdu na pit-lane nebo nesportovní chování. Pokud jezdec do 5 kol nezajede na pit-lane, je diskvalifikován ze závodu.

### Černá vlajka s oranžovým terčem

Technická závada

Vozidlo nesplňuje technické podmínky pro závod (poškození po nehodě - upadlý tlumič, chybějící nárazník) - vozidlo musí zastavit v depu a pokud nebude opraveno, nemůže pokračovat v závodě.

### Černobílá vlajka

Nesportovní chování

Napomenutí jezdce za nesportovní chování.